# Charles Longuet
Charles Félix César Longuet (Caen, 5 agosto 1839 – Parigi, 14 febbraio 1903) è stato un politico francese.
Socialista ed esponente della I Internazionale, partecipò alla Comune di Parigi. Sposò Jenny Caroline Marx, la figlia maggiore del filosofo tedesco.

## Biografia
Nel 1860 Longuet si trasferì a Parigi per studiare diritto e, divenuto oppositore del Secondo Impero, fondò i giornali Écoles de France e Rive Gauche dove pubblicò in francese il preambolo e gli statuti provvisori, scritti da Marx, dell'Associazione Internazionale dei Lavoratori.

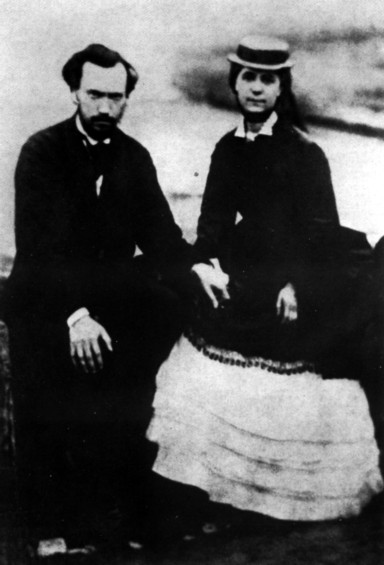
Charles e Jenny Longuet

Costretto a riparare in Belgio e poi, nel 1865, nel Regno Unito, aderì alla massoneria. Nel 1866 divenne segretario corrispondente per il Belgio al Consiglio generale dell'Internazionale e partecipò ai congressi di Losanna, nel 1867, e di Bruxelles nel 1868, dove presentò una risoluzione contro la guerra.
Tornato a Parigi nel 1870, durante l'assedio di Parigi fu membro del Comitato centrale dei venti arrondissement municipali e capo del 248º battaglione della guardia nazionale. Durante la Comune fu redattore del Journal officiel e il 16 aprile fu eletto al Consiglio della Comune, facendo parte della commissione Lavoro e Scambio e votando contro la creazione del Comitato di salute pubblica voluto dalla maggioranza del Consiglio.
Alla caduta della Comune si rifugiò a Londra, mentre la corte marziale del regime di Thiers lo condannava in contumacia alla deportazione. Come membro del Consiglio generale, nel 1872 votò per l'esclusione di Bakunin e dei suoi seguaci dall'Internazionale. Quell'anno sposò Jenny (1844-1883), la figlia maggiore di Marx e ebbero quattro figli: Jean, Edgar, Marcel e Jenny.
Nel 1874 fu nominato professore al King's College di Oxford. Rientrato a Parigi dopo l'amnistia del 1880, collaborò al giornale La Justice di Georges Clemenceau e prese posizione contro la corrente marxista del Partito operaio francese capeggiata da Jules Guesde. Morì a Parigi e fu sepolto nel cimitero di Père-Lachaise.